# Dmytrivka (oblast de Tchernihiv)
Dmytrivka (ukrainien : Дмитрівка, russe : Дмитровка) est une commune urbaine de l'oblast de Tchernihiv, en Ukraine. Elle compte 2 150 habitants en 2021.